# Krzysztof Boruń
Krzysztof Boruń (geboren am 23. November 1923 in Częstochowa; gestorben am 22. Mai 2000 in Warschau) war ein polnischer Physiker, Wissenschaftsjournalist und Science-Fiction-Autor.

## Leben
Neben seiner Arbeit als Journalist begann Boruń in den 1950er Jahren Science-Fiction zu veröffentlichen, beginnend mit einer Romantrilogie, die er zusammen mit Andrzej Trepka schrieb und die ab 1953 zuerst als Fortsetzungsroman erschien.
Seine Werke wurden in mehrere osteuropäische Sprachen übersetzt, darunter Russisch, Ukrainisch und Slowenisch.
Von seinen Kurzgeschichten erschienen als deutsche Übersetzung zwei in der von Johannes Jankowiak herausgegebenen Anthologie Galaxisspatzen (DDR, 1975) sowie drei weitere in verschiedenen Anthologien. In den 1980er Jahren veröffentlichte Boruń, der sich anfangs als Atheist und später als Agnostiker beschrieb, eine Reihe von Büchern über Parapsychologie und andere unerklärliche Phänomene.
Boruń war Mitglied der Polskiego Towarzystwa Astronautycznego (Polnische Astronautische Gesellschaft) und der Polskiego Towarzystwa Cybernetycznego (Polnische Kybernetische Gesellschaft).

## Werke
Romane
- mit Andrzej Trepka: Zagubiona przyszłość (1954)
- mit Andrzej Trepka: Proxima (1956).
- mit Andrzej Trepka:  Kosmiczni bracia (1959)
- Próg nieśmiertelności(1975)
- Ósmy krąg piekieł (1978)
- Małe zielone ludziki I (1985)
- Małe zielone ludziki II (1985)
- Jasnowidzenia inżyniera Szarka (1990)

Kurzgeschichtensammlungen
- Antyświat i inne opowiadania fantastyczno-naukowe (1960)
- Toccata (1980).
- Człowiek z mgły (1986).

Übersetzte Kurzgeschichten
- Cogito ergo sum (1969)
  - Deutsch: Cogito, ergo sum. Übersetzt von Kristiane Lichtenfeld. In: Herbert W. Franke (Hrsg.): SF international I. Goldmann SF #23345. Goldmann, 1980, ISBN 3-442-23345-3.
- Algi (1978)
  - Deutsch: Die Algen. Übersetzt von Hanna Rottensteiner. In: Wolfgang Jeschke (Hrsg.): Heyne Science Fiction Jahresband 1996. Heyne SF&F #5398. Heyne, 1996, ISBN 3-453-09459-X.
- Toccata (1978)
  - Deutsch: Toccata. Übersetzt von Hanna Rottensteiner. In: Wolfgang Jeschke (Hrsg.): L wie Liquidator. Heyne SF&F #4410. Heyne, 1987, ISBN 3-453-00419-1.

Sachliteratur
- Księżyc zdobyty (1956)
- Mały słownik cybernetyczny (Wörterbuch der Kybernetik, 1973)
- mit Stefan Manczarski: Tajemnice parapsychologii (Parapsychologie, 1982)
- mit Katarzyna Boruń-Jagodzińska: Ossowiecki – zagadki jasnowidzenia (1990)
- W świecie zjaw i mediów. Spór o duchy (Parapsychologie, 1996)
- Na krawędzi zaświatów. Sporu o duchy ciąg dalszy (Parapsychologie, 1999)